# Stosunki Macedonii Północnej z Unią Europejską

Unia Europejska i Macedonia Północna

Akcesja Macedonii Północnej do Unii Europejskiej.
Niepodległa od 1991 roku, Republika Macedonii Północnej została zaliczona do krajów kandydujących w grudniu 2005. Jednak negocjacje z tym górzystym bałkańskim krajem jeszcze się nie rozpoczęły.
Akcesja Republiki Macedonii Północnej jest jednym z najważniejszych strategicznych priorytetów rządu republiki oraz aspiracją większości polityków i obywateli.